# Casa degli Eustachi
La casa degli Eustachi è un palazzo medievale di Pavia in Lombardia.

## Storia

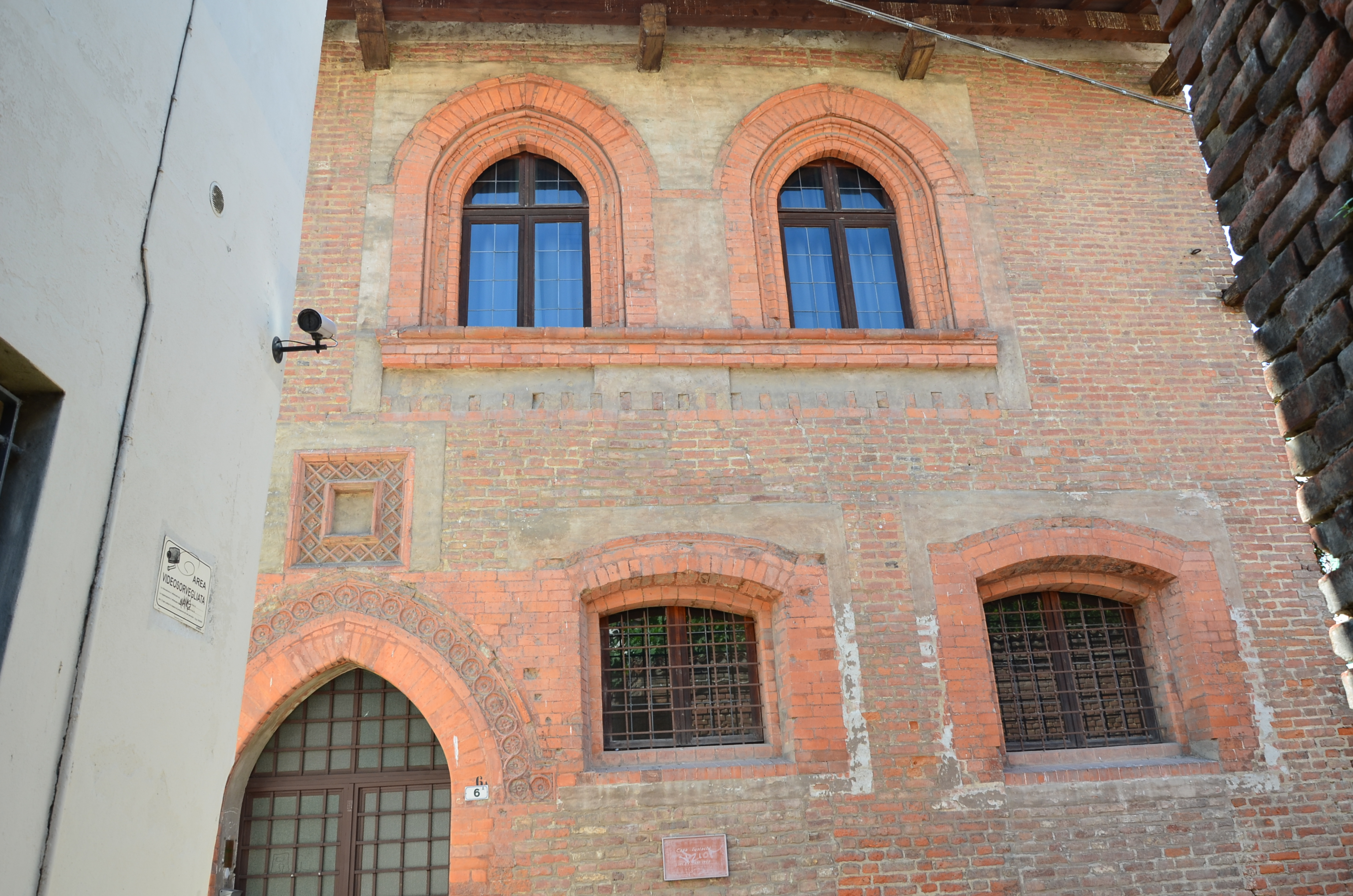
Facciata

La casa degli Eustachi si trova nell’antico quartiere di Porta Calcinara, presso la riva Ticino. La famiglia degli Eustachi, di origine popolare e dedita ai traffici fluviali, nel corso del Trecento divenne, operando per i Visconti, una delle principali famiglie cittadine, tanto che Pasino Eustachi divenne, sotto Gian Galeazzo e poi di Filippo Maria, capitano della flotta viscontea e sconfisse la flotta veneziana sul Po nell'importante battaglia di Cremona del 1431. La casa risale agli inizi del XV secolo e si articola attorno ad un piccolo cortile interno. Oggi, della struttura, si conservano due corpi di fabbrica a forma a "L", ma si presume fosse molto più ampio. Casa Eustachi ospita ora l’Università della Terza Età.

## Descrizione
L'edificio presenta planimetricamente una "L" con il lato più lungo a ovest e quello più corto a nord, lungo la via principale. L'intero complesso risulta costituito da piano terra (al quale è annessa un'area, nella parte posteriore del palazzo, adibita in parte a giardino) e un primo piano. Il piano terra è formato da due grandi vani a soffitti in legno a cassettoni; una delle sale è illuminata da una grande finestra ogivale, originariamente bifora; al primo vano si accede dall'ingresso principale (su via porta Pertusi), costituto da un portale ad arco acuto con ghiera riccamente decorata con motivi vegetali in cotto e sormontata da una formella, decorata con motivi geometrici romboidali, che doveva ospitare lo stemma della famiglia. Anche la grossa colonna cilindrica, che sorregge i due archi ribassati del portico, sormontata da un capitello cubico con collarino a treccia, sembra essere un elemento architettonico legato alla sperimentata tradizione costruttiva romanica. Per quanto la permanenza del linguaggio tardogotico continui in area pavese, e lombarda più in generale, per tutto il corso del Quattrocento, è anche vero che la configurazione planimetrica del palazzo e la raffinata fattura degli elementi architettonici che compongono l'edificio sono da considerarsi come caratteri di modernità. Nel caso della casa degli Eustachi lo studio dell'architettura di primo Quattrocento ha dato risultati di notevole interesse grazie all'integrità degli organismi abitativi che non hanno subito modifiche o accorpamenti successivi.